# Aspang-Markt
Aspang-Markt est une commune autrichienne du district de Neunkirchen en Basse-Autriche.